# 策凌敦多布
策凌敦多布（?—?），卡尔梅克汗国第五任大汗，阿玉奇的次子。1724年，阿玉奇死后，策凌敦多布继位。阿玉奇汗的孙子敦罗卜旺布不服，策凌敦多布得到了俄罗斯帝国的支持，但他懦弱无能。汗国内部混乱，敦罗卜旺布于1731年击溃汗廷军队，1735年宣布自己为汗。